# دانیل بروگان
دانیل بروگان (انگلیسی: Danielle Brogan؛ زادهٔ ۲۸ ژوئن ۱۹۸۸) بازیکن فوتبال اهل استرالیا است.
وی همچنین در تیم‌های ملی فوتبال Australia women's national under-20 soccer team و زنان استرالیا بازی کرده‌است.